# Джонні Кеннеді
Джонні Кеннеді (4 листопада 1966 — 26 вересня 2003) — був головним героєм документального фільму «Хлопець, який залишився без шкіри». Передача висвітлює події останніх чотирьох місяців життя Джонні, який страждав від рідкого генетичного захворювання, відомого під назвою дистрофічний бульозний епідермоліз (ЕБ або ДЕБ). При народженні Джонні не мав шкіри на лівій нозі. Зрештою, він помер від раку шкіри, спричиненого ЕБ.
У фільмі, який також містить інтерв'ю із сім'єю і друзями, Джонні дуже відверто розмовляв про свої відчуття і думки щодо близької смерті. Коли фільм уперше вийшов у ефір у березні 2004 року у Великій Британії, він привернув увагу майже 5 мільйонів глядачів і допоміг зібрати 500 000 фунтів для благодійної організації DebRA(Dystrophic Epidermolysis Bullosa Research Association). У 2005 році «Хлопець, Який Залишився Без Шкіри» увійшов у список 50 найкращих документальних фільмів усіх часів.
Кеннеді був духовною людиною і розглядав смерть як «свободу і порятунок». Він був переконаний, що «ми усі живемо на Землі, щоб вивчити свій урок, а Земля — це класний кабінет», на думку Джонні, його уроком було «зрозуміти, як це, жити у дискомфорті і розчаруванні усе життя і намагатися боротися із цим». Джонні вірив у життя після смерті — «Я думаю мені буде нудно, якщо ангели тільки сидітимуть на хмарах і гратимуть на своїх арфах цілими днями. Я змушу їх рухатися, падатиму униз і буду підніматися угору. Я думаю потрібно зробити усе трохи цікавішим».
Він помер у своєму інвалідному візку, під час зйомок фільму.
Одним з найулюбленіших музикальних гуртів Джонні був гурт Queen; На його похороні грала їхня пісня «Don't Stop Me Now».